# 하후조
하후 조(夏侯灶 또는 夏侯竈, ?~기원전 164년)는 전한 전기의 제후로, 개국공신 하후영의 아들이다. 문제 9년(기원전 171년), 하후영의 뒤를 이어 여음후(汝陰侯)에 봉해졌다. 문제 16년(기원전 164년)에 죽으니 시호를 이(夷)라 하였고, 작위는 아들 하후사가 이었다.

## 출전
- 사마천, 《사기》 권18 고조공신후자연표·권95 번역등관열전
- 반고, 《한서》 권16 고혜고후문공신표

| 전임 (아버지) 여음문후 하후영 | 전한의 여음후 기원전 171년~기원전 164년 | 후임 (아들) 여음공후 하후사 |